# Karol Michałek
Karol Michałek (ur. 4 grudnia 1987) – polski koszykarz występujący na pozycji środkowego, obecnie zawodnik Decki Pelplin.

## Osiągnięcia
Stan na 24 kwietnia 2022.

### Drużynowe
- Brązowy medalista mistrzostw Polski (2010)[1]
- Wicemistrz I ligi (2019)[2]

### Indywidualne
- Zaliczony do I składu grupy A II ligi (2021)[3]